# Lijst van organisaties actief in het openbaar vervoer in de Benelux
In deze lijst staat organisaties die in 2013 actief zijn in het openbaar vervoer in de Benelux.

## A
- Arriva

## B
- Breng

## C
- Connexxion

## D
- DB Regio

## G
- GVB (Amsterdam)

## H
- Hermes
- HTM (Den Haag)

## L
- De Lijn

## M
- MIVB

## N
- Nederlandse Spoorwegen
- NMBS

## O
- OV Regio IJsselmond

## P
- Prignitzer Eisenbahn

## Q
- Qbuzz

## R
- RET

## S
- Syntus

## T
- TCR
- TCR Vlieland
- TEC (of OTW)

## V
- Veolia Transport